# Sojus T-15
Sojus T-15 ist die Missionsbezeichnung für den am 13. März 1986 gestarteten Flug eines sowjetischen Sojus-Raumschiffs zu den sowjetischen Raumstationen Mir und Saljut 7. Es war der erste Besuch eines Sojus-Raumschiffs bei der Raumstation Mir, der zehnte an Saljut 7 und der 76. Flug im sowjetischen Sojusprogramm. Als erste Mission zur Mir war die Bezeichnung Mir EO-1, als fünfte Langzeitbesatzung von Saljut 7 wurde die Bezeichnung Saljut 7 EO-5 verwendet.

## Besatzung

### Hauptmannschaft
- Leonid Kisim (3. Raumflug), Kommandant
- Wladimir Solowjow (2. Raumflug), Bordingenieur

Kisim und Solowjow hatten zuvor schon zusammen mit Oleg Atkow die dritte Langzeitbesatzung Saljut 7 EO-3 gebildet und kamen so nach eineinhalb Jahren bereits wieder zu einem Raumflug.

### Ersatzmannschaft
- Alexander Stepanowitsch Wiktorenko, Kommandant
- Alexander Pawlowitsch Alexandrow, Bordingenieur

Wiktorenko und Alexandrow waren zuvor schon in der Ersatzmannschaft für Saljut 7 EO-4. Sie wurden für diese folgende Mission nicht für die Hauptmannschaft nominiert, sondern wieder als Ersatzmannschaft eingeteilt.

## Situation
Die Sowjetunion hatte im Frühling 1986 zwei Raumstationen in der Erdumlaufbahn. Die Station Saljut 7 war seit April 1982 im Orbit und hatte vier Langzeitbesatzungen und fünf Besuchsmannschaften beherbergt. Im Oktober 1985 war die Station durch Ankopplung des Moduls Kosmos 1686 stark erweitert worden. Die letzte Mission hatte im November 1985 wegen Erkrankung des Kommandanten vorzeitig beendet werden müssen. An Bord dieser Raumstation befanden sich viele Geräte, die erst für die vierte Besatzung antransportiert worden waren.
Im Februar 1986 war die neue Raumstation Mir gestartet worden, aber bisher war keine Mannschaft an Bord gekommen. Der nächste bemannte Raumflug sollte nun beide Raumstationen besuchen.

## Missionsverlauf

### Start und Kopplung
Der Start erfolgte am 13. März 1986 vom Weltraumbahnhof Baikonur in der Kasachischen SSR. Zwei Tage später dockte das Raumschiff an die Mir an. Ursprünglich war geplant, dass es am vorderen Kopplungsstutzen anlegen sollte, um den hinteren für Progress-Transporter frei zu halten. Denn wie bei Saljut 6 und 7 waren bei der Mir die Treibstoffleitungen am hinteren Ende der Station.
Hier kam jedoch eine Inkompatibilität der Annäherungssysteme ins Spiel. Sojus T-15 war, wie alle Sojus-T-Raumschiffe, mit dem Igla-System ausgerüstet. Der vordere Port der Mir hatte jedoch bereits das Nachfolgesystem Kurs installiert. Deshalb näherte sich Sojus T-15 der Raumstation von hinten, wo ebenfalls ein Igla-System vorhanden war. Die Annäherung erfolgte vollautomatisch, aber in 200 m Entfernung brachen Kisim und Solowjow den Anflug ab und steuerten das Raumschiff von Hand um die Station herum und koppelten am vorderen Stutzen an.
In den nächsten Tagen und Wochen nahmen Kisim und Solowjow die Mir-Systeme in Betrieb. Lebensmittel, Treibstoff und weitere Ausrüstung wurden durch die Transportschiffe Progress 25 und 26 angeliefert, die vom 21. März bis zum 20. April bzw. vom 26. April bis zum 22. Juni angekoppelt waren.

### Flug zu Saljut 7
Anfang Mai bereiteten sich Kisim und Solowjow auf die Reise zu Saljut 7 vor. Alles notwendige wurde an Bord von Sojus T-15 gebracht, für den Fall, dass eine Rückkehr zur Mir nicht möglich sein würde.
Die Mir hatte sich durch zwei Bahnmanöver mit Saljut 7 synchronisiert. Sojus T-15 koppelte am 5. Mai ab, nach knapp acht Wochen Aufenthalt auf der Mir. Die Entfernung zwischen den beiden Raumstationen betrug zu dieser Zeit 2500 km.
Dies war der erste Flug eines Raumschiffes zwischen zwei Raumstationen. Nach 29 Stunden Flugzeit koppelte Sojus T-15 an die funktionslose Saljut 7 an. Kisim und Solowjow stiegen in die Raumstation um, die sie 19 Monate zuvor verlassen hatten, und die seit knapp einem halben Jahr unbewohnt war.
Ähnlich wie bei der vierten Langzeitbesatzung Saljut 7 EO-4 fanden die Kosmonauten die Station im Innern dunkel und vereist vor. Sie konnten nach und nach alle notwendigen Systeme in Betrieb nehmen und die Ergebnisse der wissenschaftlichen Experimente sichern, die von der letzten Besatzung zurückgelassen wurden.
Nach drei Wochen auf der Station, am 28. Mai 1986, führten Kisim und Solowjow den ersten Weltraumausstieg der Mission durch, bei dem sie eine Trägerkonstruktion montierten, die sich aus zusammengefaltetem Zustand innerhalb weniger Minuten auf 15 m Länge ausfahren konnte. Außerdem sammelten sie Experimente ein, die von den früheren Besatzungen an der Außenhülle der Station platziert worden waren. Der Ausstieg dauerte knapp vier Stunden. Drei Tage später, am 31. Mai, folgte ein fünfstündiger zweiter Ausstieg, bei dem die installierte Trägerkonstruktion getestet wurde.
Im Laufe der nächsten Wochen entfernten die beiden Kosmonauten 20 Geräte aus Saljut 7, unter anderem ein Mehrkanal-Spektrometer, und packten sie in das Sojus-Raumschiff, um sie zur Mir zu bringen. Am 25. Juni, nach etwa sieben Wochen in der Saljut, koppelten sie ab und begaben sich auf den Rückweg.

### Inzwischen auf der Mir
Auch während der Abwesenheit von Kisim und Solowjow blieb die Mir mit dem angekoppelten Transporter Progress 26 ständig unter der Kontrolle der Bodenstation. Am 23. Mai koppelte ein unbemanntes Sojus-Raumschiff an den freien vorderen Port an. Sojus TM-1 war das erste Exemplar der neuen Sojus-TM-Serie, blieb bis zum 29. Mai an der Mir und landete anschließend unbemannt.
Progress 26 koppelte am 22. Juni ab und verglühte geplant in der Erdatmosphäre. In den folgenden Tagen führte die Mir ferngesteuerte Bahnmanöver durch, um Sojus T-15 die Rückkehr zu erleichtern.

### Rückflug zur Mir, Rückkehr zur Erde
Nach ihrer Rückkehr zur Mir am 26. Juni wurden einige der auf Saljut 7 entfernten Systeme installiert und wissenschaftliche Experimente durchgeführt. Zu diesen zählte GEOEX 86, bei dem Gebiete der DDR gleichzeitig von einem Flugzeug, einem Satelliten und der Mir aus untersucht wurden. Dies lieferte Erkenntnisse für Landwirtschaft, Geologie und Umweltschutz.
Nach drei weiteren Wochen an Bord der Mir schalteten die beiden Kosmonauten alle notwendigen Systeme der Raumstation auf automatischen Betrieb, begaben sich wieder in das Raumschiff und kehrten zur Erde zurück. Am 16. Juli 1986 landete die Rückkehrkapsel nach 125 Tagen 0 Stunden 0 Minuten und 56 Sekunden und 1.980 Erdumrundungen 55 km nordöstlich von Arkalik in Kasachstan.

## Bedeutung
Diese Mission war der letzte Flug eines Raumschiffs vom Typ Sojus-T und markierte den Übergang vom Zeitalter der Saljut-Raumstationen zur modernen, modularen Mir. Die weiteren Flüge zur Mir würden mit dem neuen Typ TM durchgeführt werden.
Es waren die ersten beiden und bisher auch einzigen Flüge einer Mannschaft zwischen zwei Raumstationen. Die beiden Aufenthalte auf der Mir von 51 und 20 Tagen wurden dabei von einem 51-tägigen Aufenthalt auf Saljut 7 unterbrochen. Dabei konnten die beiden Kosmonauten wertvolle Geräte und Forschungsergebnisse aus Saljut 7 nehmen und zur Mir bzw. zurück zur Erde bringen.
Die Flugdauer von 125 Tagen war für sowjetische Verhältnisse nicht besonders hoch, doch bei der Gesamtzeit im All belegten Kisim und Solowjow nun mit 374 bzw. 361 Tagen die ersten beiden Plätze. Kisim war der erste Raumfahrer, der über ein Jahr im Weltraum verbracht hatte.
Kurz nach der Landung von Sojus T-15 gaben die Sowjets bekannt, dass im Laufe von 1986 keine weitere Mannschaft zur Mir starten würde. Der nächste bemannte Flug erfolgte im Februar 1987 mit Sojus TM-2.